# João Vaz da Silva Sobrinho
João Vaz da Silva Sobrinho foi um político brasileiro do estado de Minas Gerais. Foi eleito deputado estadual de Minas Gerais para a 5ª legislatura (1963 - 1967), pela UDN.
João Vaz ocupou o cargo de Secretário de Estado de Saúde e Assistência de Minas Gerais, no ano de 1965.